# Boala Peyronie
Boala Peyronie este o afecțiune a țesutului conjunctiv care implică creșterea plăcilor fibroase în țesutul moale al penisului. Mai exact, țesutul cicatricial se formează în tunica albuginea, teaca groasă a țesutului care înconjoară corpul cavernos, provocând durere, curbură anormală, disfuncție erectilă, indentare, pierderea circumferinței și scurtarea acestuia. 
Se estimează că afectează aproximativ 10% dintre bărbați.  Afecțiunea devine mai frecventă odată cu vârsta.

## Semne și simptome

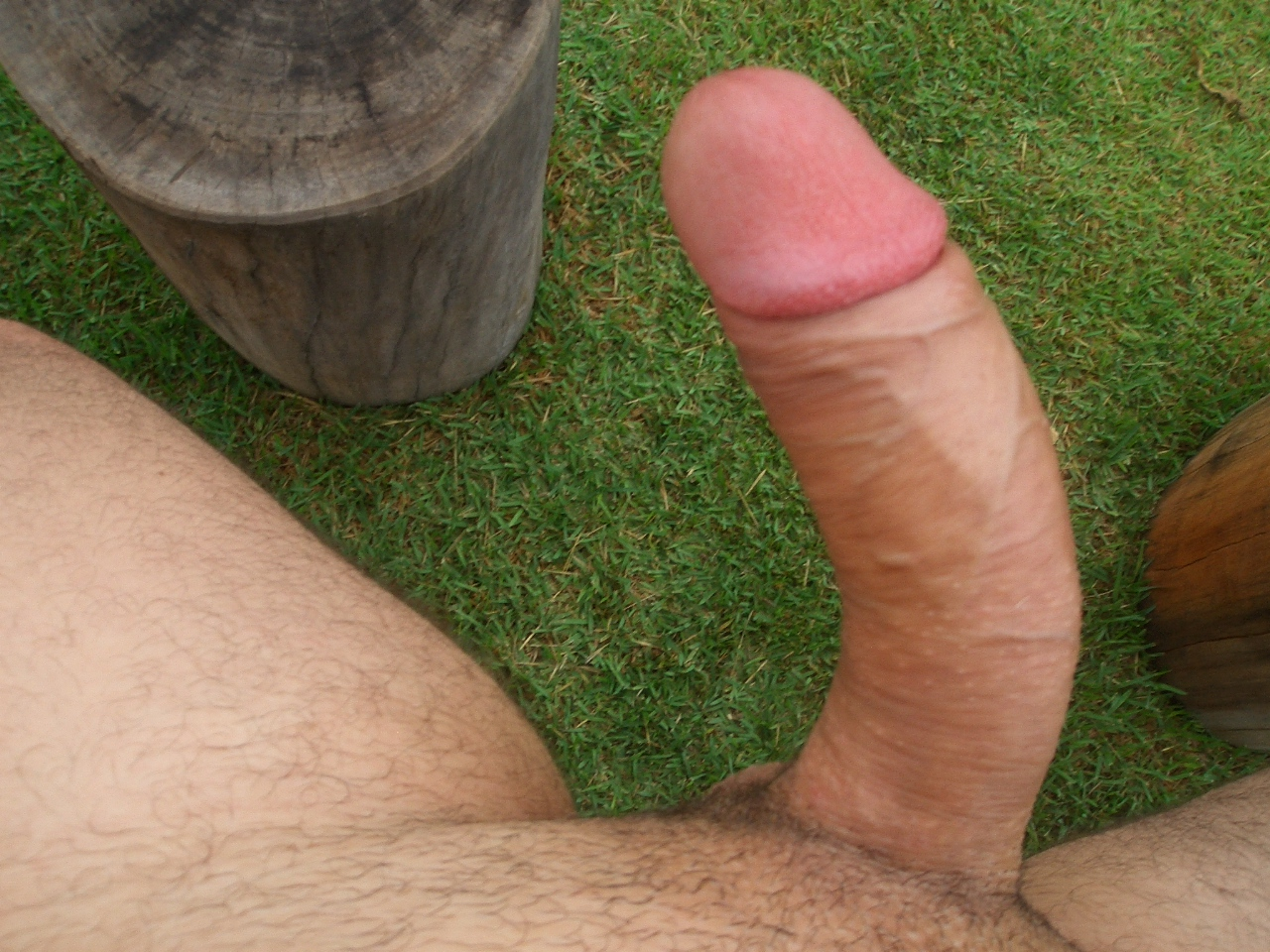
Penis afectat de boala Peyronie

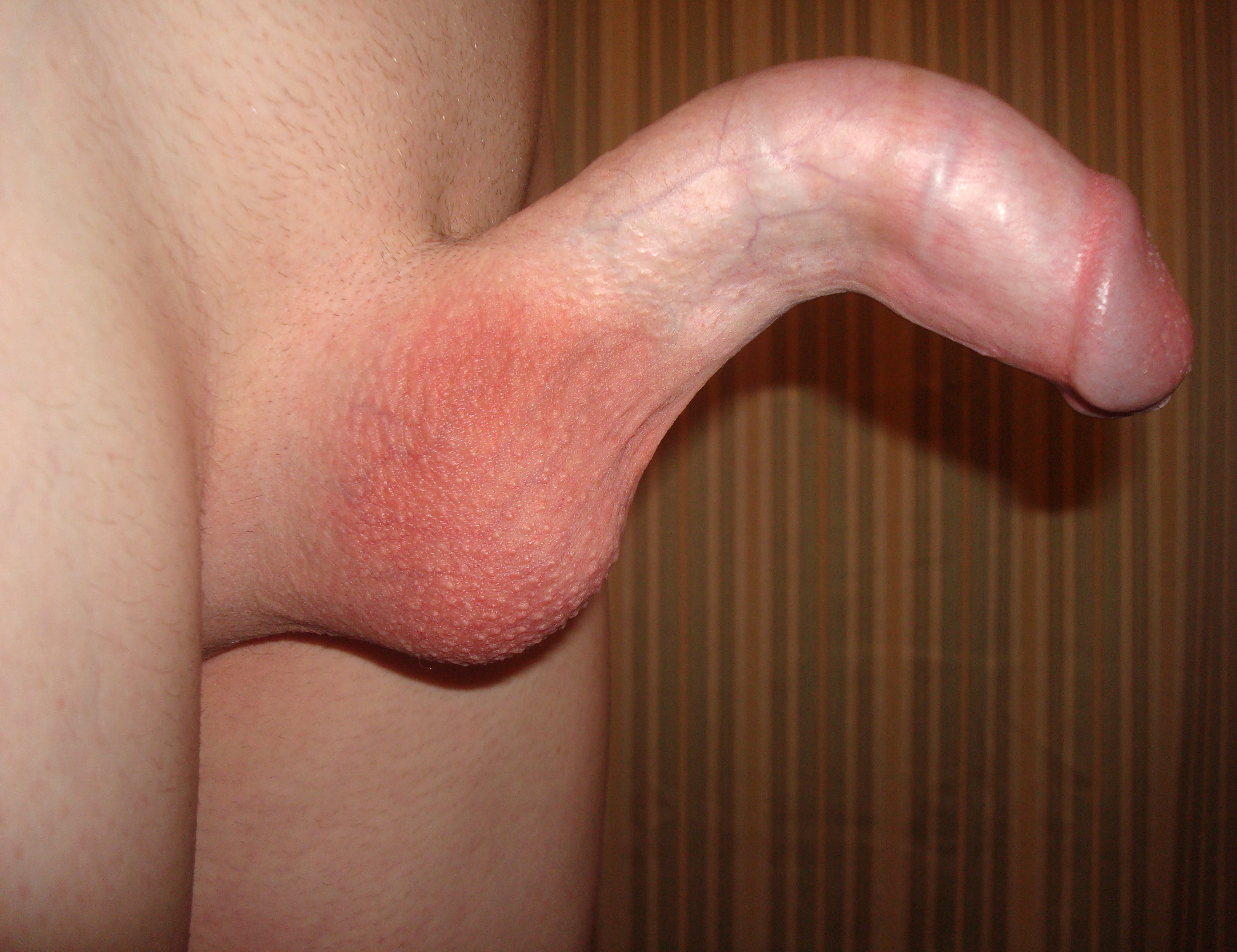
Exemplu de deformare a penisului din lateral

Un anumit grad de curbură a penisului este considerat normal, deoarece mulți bărbați se nasc cu această afecțiune benignă, denumită de obicei curbură congenitală.  Boala poate provoca durere; leziuni mari, întărite, asemănătoare cordonului (țesut cicatricial cunoscut sub numele de „plăci”); sau curbură anormală a penisului atunci când este erect din cauza inflamației cronice a tunicii albuginea. 
Deși concepția populară a bolii Peyronie este că aceasta implică întotdeauna curbura penisului, țesutul cicatricial provoacă uneori îndoituri sau indentări, mai degrabă decât curbură. Afecțiunea poate face, de asemenea, relațiile sexuale dureroase și / sau dificile, deși nu este clar dacă unii bărbați raportează relații sexuale satisfăcătoare sau nesatisfăcătoare, în ciuda tulburării.  Poate afecta bărbații de orice rasă și vârstă. Tulburarea se limitează la penis, deși un număr substanțial de bărbați cu Peyronie prezintă tulburări simultane ale țesutului conjunctiv în mână și într-un grad mai mic, în picioare. Aproximativ 30% dintre bărbații cu boala Peyronie dezvoltă fibroză în alte țesuturi elastice ale corpului, cum ar fi pe mână sau pe picior, inclusiv contractura mâinii Dupuytren. O incidență crescută la bărbații înrudiți genetic sugerează o componentă genetică.

### Psihosocial
Boala Peyronie poate avea și efecte psihologice. În timp ce majoritatea bărbaților vor putea continua să aibă relații sexuale, este posibil să se confrunte cu un anumit grad de disfuncție erectilă. Nu este neobișnuit să se manifeste depresie sau retragere de la partenerii lor sexuali. 

## Cauze
Nu se cunoaște cauza principală a bolii Peyronie. Deși, este probabil ca urmare a unei acumulări de plăci în interiorul penisului datorită traumei sexuale ușoare repetate sau a leziunilor în timpul actului sexual sau al activității fizice. 
Factorii de risc includ diabetul zaharat, contractura lui Dupuytren, fibromatoza plantară, trauma peniană, fumatul, consumul excesiv de alcool, predispoziția genetică și moștenirea europeană.

## Diagnostic

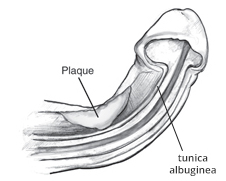
Diagrama plăcii cicatricale în boala Peyronie

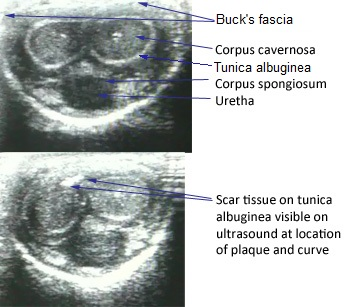
Această ecografie descrie secțiuni transversale ale penisului în diferite locații la un pacient cu boala Peyronie. Imaginea de sus arată anatomia normală, în timp ce imaginea de jos prezintă țesut cicatricial pe tunica albuginea (penis). Țesutul cicatricial este localizat și responsabil pentru deformările distinctive ale bolii Peyronie (curbură și îngustare).

Un urolog poate fi capabil să diagnosticheze boala și să sugereze tratament. O ecografie poate oferi dovezi concludente ale bolii Peyronie, excludând curbura congenitală sau alte tulburări.

### Ultrasonografie
La ultrasonografia peniană, aspectul tipic este îngroșarea focală hiperecogenă a tunicii albuginea. Datorită calcificărilor asociate, imagistica pacienților cu boala Peyronie prezintă umbrire acustică, așa cum este ilustrat în figurile de mai jos. Rezultatele mai puțin frecvente, atribuite stadiilor anterioare ale bolii (fibroză încă ușoară), sunt leziunile hipoecogene cu îngroșare focală a țesuturilor paracavernare, îngroșarea focală ecografică a tunicii fără umbrire acustică posterioară, leziunile izoecogene retractile cu atenuare posterioară a fasciculului și pierderea focală a continuității tunicii albuginea. În studiul Doppler, fluxul crescut în jurul plăcilor poate sugera activitate inflamatorie, iar absența fluxului poate sugera stabilitatea bolii. Ecografia este utilă pentru identificarea leziunilor și pentru a determina relația acestora cu pachetul neurovascular. Persoanele cu boala Peyronie se pot prezenta cu disfuncție erectilă, adesea legată de scurgerea venoasă, din cauza drenajului insuficient la locul plăcii. Deși plăcile sunt mai frecvente pe dosul penisului, ele pot fi văzute și pe fața ventrală, pe fața laterală sau pe sept. 

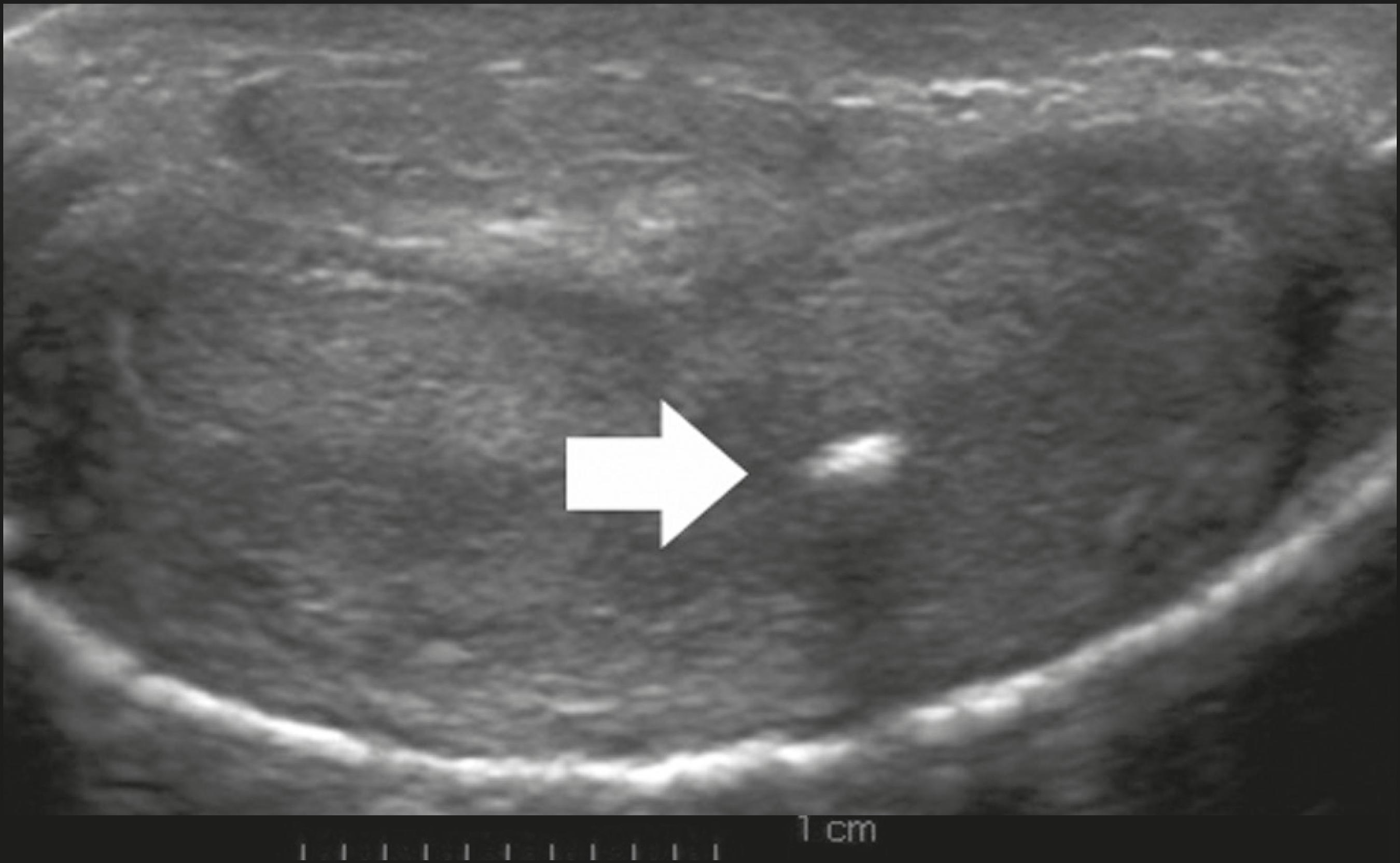
Ecografie transversală a penisului, (ventral), în porțiunea mijlocie a acestuia. De remarcat în ecografie, imaginea acustică posterioară întunecată ce corespunde cu calcifierea (săgeată) din corpul cavernos stâng.
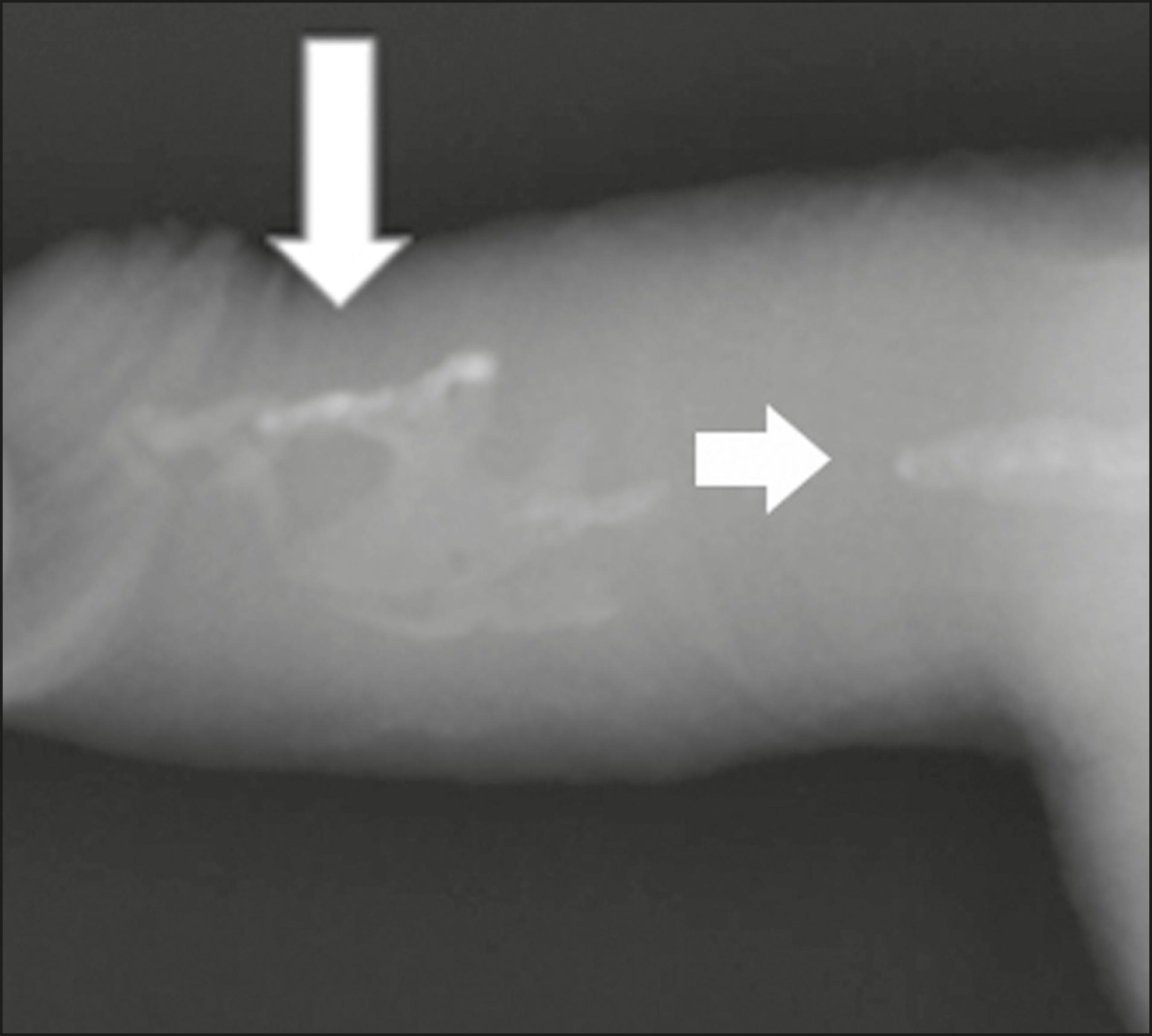
Radiografie proiecțională (raze X), penetrând părțile moi ale penisului, arătând imaginea radiologică corespunzătoare calcificărilor din corpul cavernos (săgețile).

## Tratament

### Medicamente și suplimente
Multe tratamente orale au fost studiate, dar rezultatele până acum au fost mixte.  Unii consideră că utilizarea abordărilor nechirurgicale este „controversată”. 
Suplimentarea vitaminei E a fost studiată de zeci de ani și s-a raportat un anumit succes în studiile mai vechi, dar aceste succese nu au fost repetate în mod fiabil în studii mai mari și mai noi. 
Utilizarea Interferon-alfa-2b în stadiile incipiente ale bolii a fost studiată, dar începând cu 2007 eficacitatea sa a fost discutabilă. 
Se spune că colagenaza clostridium histolyticum ajută prin descompunerea excesului de colagen din penis. A fost aprobat pentru tratamentul bolii Peyronie de către FDA în 2013.

### Terapie fizică și dispozitive
Există dovezi moderate că terapia cu tracțiune a penisului este un tratament bine tolerat, minim invaziv, dar există incertitudine cu privire la durata optimă de întindere pe zi și pe curs de tratament, iar cursul de tratament este dificil.

### Intervenție chirurgicală
Chirurgia, cum ar fi „operația Nesbit” (care poartă numele lui Reed M. Nesbit (1898 – 1979), urolog american la Universitatea din Michigan,  este considerată o ultimă soluție și ar trebui efectuată doar de către urologi cu înaltă calificare chirurgi cunoscuți în tehnici chirurgicale corective specializate. Un implant penian poate fi adecvat în cazuri avansate. 

## Epidemiologie
Se estimează că afectează aproximativ 10% dintre bărbați.  Afecțiunea devine mai frecventă odată cu vârsta.  Vârsta medie la debutul bolii este de 55-60 de ani. 

## Istorie
Boala a fost descrisă pentru prima dată în 1561 în corespondența dintre Andreas Vesalius și Gabriele Falloppio și separat de Gabriele Falloppio. Afecțiunea este numită după chirurgul francez François Gigot de la Peyronie (1678 - 1747), care a descris-o în 1743. 